# Diastasi
Le diastasi (dal greco διάστασις, "separazione") sono un gruppo di enzimi che catalizzano l'idrolisi (rottura) dell'amido in maltosio ed altri zuccheri.
Storicamente è stato il primo tipo di enzima scoperto dai biochimici (nel 1833, da Anselme Payen, che lo individuò in una soluzione di malto). Oggigiorno, per diastasi si intende qualsiasi α-, β-, o γ-amilasi (tutte idrolasi) che può frammentare i carboidrati.
L'utilizzo del suffisso -asi,per dare nome agli enzimi, nasce per la prima volta dal nome delle diastasi.

## Utilizzo nella pratica clinica
Nel corso di molte malattie del pancreas, come la pancreatite (acuta o cronica) ed il cancro del pancreas, il livello ematico delle diastasi correla con l'entità delle lesioni subite dall'organo. È un buon indicatore diagnostico, prognostico e di avvenuta guarigione.